# John Ashbery
John Ashbery (Rochester, Nueva York; 28 de julio de 1927-Hudson, Nueva York; 3 de septiembre de 2017) fue un poeta, escritor, profesor universitario y periodista estadounidense, considerado el máximo exponente de la Escuela de Nueva York. Fue el poeta más importante de su nación hasta su muerte, así como el autor de poesía lírica más vendido en los Estados Unidos. El crítico Langdon Hammer, de la Universidad de Yale, escribió en 2008: «No hay figura tan grande en la poesía estadounidense en los últimos 50 años como John Ashbery» y «ningún poeta estadounidense ha tenido un vocabulario más amplio, más diverso, ni Whitman, ni Pound». Stephen Burt, un poeta y profesor de Harvard, ha comparado a Ashbery con T. S. Eliot, llamándole «la última figura viva de la que la mitad de los poetas en idioma inglés piensan que es un gran modelo y la otra mitad lo cree incomprensible».

## Biografía
Fue hijo de una profesora de biología y de un agricultor. Se crio en una granja cerca del lago Ontario; su hermano murió cuando eran niños. Ashbery fue educado en el internado masculino de la Academia de Deerfield, donde leyó a poetas como W. H. Auden y Dylan Thomas, y comenzó a escribir poesía, descubriendo su homosexualidad al escribir un poema de amor frustrado sobre un compañero. Su primera vocación fue ser pintor y de los once a los quince años acudió a clases semanales en el museo de arte de Rochester. Estudió en la Universidad de Harvard graduándose cum laude en 1949, y luego obtuvo una maestría en la de Columbia (1951). En Harvard se doctoró con una tesis sobre W. H. Auden y se hizo amigo de otros colegas escritores como Kenneth Koch, Barbara Epstein, V. R. Lang, Frank O'Hara y Edward Gorey, y fue compañero de clase de Robert Creeley, Robert Bly y Peter Davison y durante algunos años fue director de la edición europea del diario Herald Tribune, para lo cual marchó a París, donde estuvo viviendo unos diez años (1955-1966) junto al poeta Pierre Martory; en ese tiempo fue además crítico de Art International (1960-65) y corresponsal en París de Art News (1963–66) y tradujo al inglés la mayor parte de la poesía surrealista francesa y algunos libros de Arthur Rimbaud, Max Jacob, Pierre Reverdy y Raymond Roussel; más tarde traducirá también algunos de Martory.
A su vuelta a los Estados Unidos ejerció de crítico de arte en las revistas The New Yorker, Newsweek y ARTNews, y algo más tarde, entre 1976 y 1980, fue editor de Partisan Review. Durante el otoño de 1963, Ashbery conoció a Andy Warhol en una lectura de poemas programada en Nueva York; ya había escrito previamente críticas favorables para el pintor pop; ese mismo año describió, con motivo de su exposición en la Galería Ileana Sonnabend de París, su viaje a la capital gala como «el mayor alboroto trasatlántico desde Óscar Wilde». Ashbery volvió a Nueva York a finales de 1965 y fue recibido con una gran fiesta en la Factory warholiana.  Por entonces inició una gran amistad con Gerard Malanga, un poeta que era asistente de Warhol. 
A principios de los setenta Ashbery comenzó a enseñar en la Universidad de Brooklyn y fue elegido miembro de la Academia Americana de las Artes y las Ciencias en 1983. Fue en los ochenta cuando se trasladó al Bard College, donde fue profesor de Lenguas y Literatura hasta 2008, cuando se jubiló; desde entonces, no dejó de ganar premios, presentar lecturas y trabajar con graduados y estudiantes universitarios en muchas otras instituciones. Fue poeta laureado del estado de Nueva York desde 2001 hasta 2003, y también se desempeñó durante muchos años como canciller de la Academia Americana de Poetas. Es miembro del comité editor de la revista Conjunctions y fellow de la Universidad Wesleyana (2010). Es miembro fundador de The Raymond Roussel Society junto con Miquel Barceló, Joan Bofill-Amargós, Michel Butor, Thor Halvorssen y Hermes Salceda. Ashbery vive entre Nueva York y la ciudad de Hudson, a riberas del río del mismo nombre, en el condado de Columbia, con su pareja, David Kermani.
Autor de más de una veintena de libros de poesía, ha sido distinguido con numerosos premios y reconocimientos, entre los que se cuentan el Premio Pulitzer de Poesía de 1976 por su libro Autorretrato en un espejo convexo (Self-portrait in a convex mirror); el Premio Nacional del Libro, el Bollingen, el Lenore Marshall y el reconocimiento de la Academia dei Lincei de Italia. Ha sido el primer poeta de lengua inglesa en ganar el Gran Premio de las Bienales Internacionales de Poesía de Bruselas y, en 1992, obtuvo el premio Feltrinelli de Italia de poesía internacional.

## Estilo
Ashbery realiza su obra artística principalmente en un ámbito meditativo, en el que intenta hacer confluir el lenguaje y los estilos contemporáneos, a menudo derivados del mundo de las comunicaciones o particularmente de la cinematografía y del espacio coloquial corriente, manteniendo siempre una correlación con el mundo urbano neoyorquino que le proporciona el trasfondo a su articulación poética. «La principal preocupación del poeta», escribió en La vanguardia invisible, breve ensayo de 1972, «es dar vida a la obra de arte de tal manera que resulte imposible intentar explicarla». Un acercamiento que iba más allá de lo racional. Como en el arte abstracto, del que sus versos eran una refracción, como en la música concreta, todo comenzaba en un plano puramente sensorial del que se saltaba imperceptiblemente a lo emocional; la comprensión, si es que llegaba, lo hacía después. Fiel a la primera Escuela de Nueva York a la que pertenecía, para Ashbery no había mejor definición de poesía que la que formuló John Cage: “No tengo nada que decir y lo estoy diciendo y eso es poesía”. Y nunca revisaba sus poemas.
El juramento de la pista de frontón (The tennis court oath, 1962), considerado el poemario más complejo de toda su producción, pone las bases de lo que será posteriormente la poesía de Ashbery: la autorreferencia, la explicación del poema en él, lo que él llama tratar sobre “la experiencia de la experiencia” (en A. Poulin, The Michigan Quaterly, recogido en la edición de Calambur, 2010), aunque, en este caso, el exceso vanguardista hiciera que hasta él mismo opine que “el riesgo es lo que hace que el arte experimental sea hermoso”, pues “un poema que comunica algo que el lector ya conoce realmente no le está comunicando nada y de hecho muestra una falta de respeto hacia él” (entrevista en New York Quarterly, invierno, 1972, recogido en la edición de Calambur, 2010). Ashbery, más que nunca, es puro estilo: cambios de registro constantes, conciencia múltiple, distorsión de la sintaxis, fragmentación, etc, son elementos que el autor utiliza para conseguir la difícil interrelación entre el lector y el texto. Ejemplo de todo lo dicho puede ser el poema “Europa”, compendio de escritura vanguardista canónica.
Tres poemas (Three poems, 1972), supone un cambio en su poesía, empezando por la forma, pues se trata de tres extensos poemas en prosa, y afectando a toda la concepción del volumen. Los títulos son “El nuevo espíritu”, “El sistema” y “El recital”. A través de los recursos básicos del poema en prosa (repeticiones sintácticas, imágenes, asociaciones libres, recurrencias, etc), plantea la necesidad de un espíritu de reforma, de novedad (primer texto, a través de párrafos como versos, bloques de autorreferencia constante); el renacimiento del ser humano, a través de la palabra, hacia la felicidad que se mantiene latente, pero que debe ser actualizada con la duda (segundo texto); y el enfrentamiento básico entre posibilidad y materia, individuo y colectividad, representación y vida (tercer texto). La vida se dibuja como un espacio de conciencia total similar al que pintó Juan Ramón Jiménez en Espacio.
El mencionado Autorretrato en espejo convexo (Self-Portrait in a Convex Mirror, 1975) constituye el libro más conocido del poeta. Basándose (sólo tangencialmente) en el cuadro homónimo del Parmigianino, se analiza la mirada, el aire, lo que existe detrás de la mirada. Una voz que va haciendo pausas, invocando a Francesco (el pintor) nos habla del alma encerrada en la imagen, al tiempo que de la futilidad de lo reflejado. El discurso del poema pretende introducir diversas voces, diversas perspectivas, de modo que forman un conglomerado de palabras, como el ser humano, un mosaico dialógico. El mundo lo diseña la mirada, los recuerdos, las relaciones. Del tiempo va oscilando hacia la meditación sobre el arte, y de ahí al cuadro. Parece que el autor nos quiere mostrar cómo somos imágenes de una imaginación, de un recuerdo que pudo haber sido: “En fríos bolsillos / de remembranza, susurros salidos del tiempo” (traducción de Javier Marías).
Otros libros destacables serán Una ola (A Wave, 1984) y Secretos chinos (Chinese Whispers, 2002), que continúan en la indagación existencial, hasta llegar al poemario más reciente, Un país mundano (A Wordly Country, 2007), en el que, continuando con los rasgos de estilo que le son característicos, se explica el momento a través del lugar, y, lo que es más importante, a través de las palabras (no por nada es un “wordy country”), del aluvión sin sentido que supone la poesía, se descifran los jirones de vida.

## Elogios
Cuando era prácticamente un desconocido, W. H. Auden comentó así el manuscrito de Unos árboles, su primer libro. Después de afirmar no haber entendido nada, se dejó llevar en una segunda lectura sin poner trabas y al concluir celebró el hallazgo declarando: “Solo es merecedor del título de poeta quien sepa regresar a las regiones de lo sagrado [...] De Rimbaud a Ashbery la imaginación sigue aferrada a los valores de lo mágico”. Paul Auster dijo de él que «pocos poetas poseen hoy día su misteriosa habilidad para socavar nuestras certidumbres, para articular tan plenamente las zonas más ambiguas de nuestra conciencia» y Harold Bloom, que consideraba que Ashbery era el mejor poeta de su generación, escribió en una ocasión: «Hoy día no hay ningún poeta en lengua inglesa que tenga más posibilidades que Ashbery de sobrevivir el severo juicio del tiempo. Está destinado a formar parte de la insigne estela de poetas que incluye a Walt Whitman, Emily Dickinson, Wallace Stevens y Hart Crane».

## Obra

### Poesía
- Turandot y otros poemas (1953)
- Ríos y montañas (1966)
- El doble sueño de la primavera (1970)
- Autorretrato en un espejo convexo (1975).
- Tres poemas (1977)
- Como sabemos (1979)
- Una ola (1984)
- The Ice Storm, La Tormenta de hielo. (1987)
- Flow Chart, Organigrama (1991)
- Hotel Lautréamont (1992)
- And the Stars Were Shining, Y las estrellas estaban brillando (1994)
- Girls on the Run, Niñas en acción (1994)
- Can You Hear, Bird? (1995; ¿Oyes, pájaro?, 1999)[4]
- Wakefulness En alerta (1998)
- Your Name Here, Pon tu nombre aquí (2000)
- As Umbrellas Follow Rain Como los paraguas siguen a la lluvia (2000)
- Chinese Whispers, Susurros chinos (2002)
- Where Shall I Wander, Donde iré a vagar (2005)
- A Worldly Country, Un país mundano (2007)

### Prosa y traducciones
- Jean-Jacques Mayoux, Melville (1960)
- The Ice Storm (1987), folleto
- Reported Sightings: Art Chronicles, 1957-1987 (1989)
- Other Traditions(2001)
- 100 Multiple-Choice Questions (2000) (reimpresión de un folleto experimental de 1970)
- Selected Prose 1953-2003 (2005)
- Pierre Martory, The Landscapist (2008)
- Arthur Rimbaud, Illuminations (2011)
- Collected French Translations: Poetry, edición de Rosanne Wasserman y Eugene Richie (2014)
- Collected French Translations: Prose, edición de Rosanne Wasserman y Eugene Richie (2014)

## Traducciones al español
- Autorretrato en un espejo convexo (Madrid: Visor, 1990).
- Galeones de abril (Madrid: Visor, 1994).
- Diagrama de flujo (Madrid: Cátedra, 1994).
- ¿Oyes, pájaro? (Cátedra: Madrid, 1999).
- El doble sueño de la primavera (Madrid: Visor, 2009).
- Pirografía (Madrid: Visor, 2003).
- Una ola (Barcelona: Lumen, 2003).
- Por dónde vagaré (Barcelona: Lumen, 2006).
- Un nido de bobos (Elipsis ediciones, 2007).
- Un país mundano (Barcelona: Lumen, 2009).
- El juramento de la pista de frontón (Madrid: Calambur, 2010).
- Otras tradiciones (Madrid: Vaso roto, 2014).
- Pasaje techado (Madrid: Visor, 2016).
- La escuela poética de Nueva York (Barcelona: Alba, 2020; selección de poemas).
- Las vanguardias invisibles. Escritos sobre arte (1960-1987) (Barcelona: Kriller71, 2021).

## Galardones
- 2017: The Raymond Roussel Society Medal
- 2011: Medalla Nacional de Humanidades
- 2011: Miembro del Salón de la Fama de Escritores de Nueva York
- 2011: Premio Nacional del Libro y Medalla de Honor por Contribución Distinguida a las Letras Americanas
- 2008: Premio América de Literatura por una trayectoria vital de contribuciones a la escritura internacional
- 2008: Premio Robert Creeley
- 2005: Finalista del Premio Nacional del Libro por Where Shall I Wander (2005)
- 2002: Oficial de la Legión de Honor de Francia.
- 1995: Medalla Robert Frost
- 1984: Premio Bollingen de poesía por A Wave (1984)
- 1984: Premio Lenore Marshall de Poesía por A Wave (1984)
- 1976: Premio Pulitzer de Poesía por Self-portrait in a Convex Mirror (1975).
- 1976: Premio Nacional del Libro por Self-portrait in a Convex Mirror (1975).
- 1976: Premio Nacional del Círculo de Críticos de Libros por Self-portrait in a Convex Mirror (1975).
- 1972: Beca de la Fundación Ingram Merrill
- 1962: Beca de la Fundación Ingram Merrill
- 1956: Premio de Poesía Joven de Yale, por Some Trees (1956)